# Conrad Hector Raffaele Carelli
Pour les articles homonymes, voir Carelli.
Conrad Hector Raffaele Carelli (né en Angleterre en 1866 et mort en 1956) est un peintre italien aquarelliste qui fut actif à la fin du XIXe et dans la première moitié du XXe siècle.

## Biographie
Conrad Hector Raffaele Carelli est le fils de Gabriele Carelli (1821-1900).
Il effectua des voyages en Italie, au Proche-Orient et en Espagne et réalisa de nombreuses aquarelles orientalistes.

## Œuvres
- Constantinople depuis le cimetière de Haidar Pasha
- Al Pincio
- Le Mole depuis Riva degli Schiavoni, Venise
- La Cathédrale de Winchester
- La jeune Fille de Wengen